# Мьокерн
Мьокерн (на немски: Möckern) e град в Германия, разположен в окръг Йерихов, федерална провинция Саксония-Анхалт. Към 31 декември 2011 година населението на града е 13 934 души.

## Висши училища
- Теологичен университет Фриденсау